# セアラー州

セアラー州
Estado do Ceará

セアラー州 (セアラーしゅう、Ceará [seaˈɾa] ( 音声ファイル)) は、ブラジル東部の州。人口879万4957人（2022年）、州都はフォルタレザ。略称は「CE」

## 歴史
1600年代中ごろ、ポルトガル人によって植民地化された。

## 人種
混血が63.39%、白人が33.05%、黒人が3.03%、アジア人が0.33%、インディオが0.14%である。

## 隣接州
- リオグランデ・ド・ノルテ州
- パライバ州
- ペルナンブーコ州
- ピアウイ州

## 主な都市
- フォルタレザ
- カウカイア
- マラカナウ
- ソブラル